# Santiago Roth
Santiago Roth (* 14. Juni 1850 in Herisau, Schweiz; † 4. August 1924 in Buenos Aires, Argentinien) war ein schweizerisch-argentinischer Paläontologe.

## Leben
Kaspar Jakob (spanisch: Santiago) Roth wuchs in Herisau, Kanton Appenzell Ausserrhoden, als ältestes von zwölf Kindern auf. Seine Eltern waren aus dem Kanton Bern zugezogen.
Er besuchte die Schulen in der nahegelegenen Stadt St. Gallen, wo sein Kantonsschullehrer Dr. Friedrich Bernhard Wartmann, seines Zeichens auch Direktor des Naturmuseums St. Gallen, ihn besonders beeindruckte. Bei diesem bekannten Botaniker lernte er das Sammeln und Präparieren von Pflanzen.
Aus wirtschaftlichen Gründen wanderte die Familie Roth 1866 nach Argentinien in die Kolonie Baradero (Provinz Buenos Aires) aus. Dort lernte Roth das Sattlerhandwerk. Daneben legte sich Roth ein Herbarium sowie eine Schmetterlings- und Gesteinssammlung an.
Er heiratete die in der Schweiz ausgebildete Lehrerin Elisabeth Schütz, welche 1872 mit ihrer Familie ebenfalls nach Argentinien ausgewandert war und ihm später beim Verfassen seiner Arbeiten half.
Seine Sammelleidenschaft galt fortan Überresten ausgestorbener Tiere, welche er in der weiteren Umgebung ausfindig machte. Schon 1878 konnte er eine erste Sammlung seiner Funde fossiler Säuger dem Dänen Dr. Laussen verkaufen, welcher sie ins Zoologische Museum nach Kopenhagen transportieren liess. Diese Wertschätzung seiner Funde beflügelte ihn. Ein weiterer Interessent war Prof. Carl Vogt an der Universität Genf. Knochenfunde von Roth kamen arg beschädigt in Genf an. 1880 kehrte deswegen Roth in die Schweiz zurück, um die Knochen im Labor des Museums in Genf unter Aufsicht von Carl Vogt zu reparieren. Dort konnte er an der Universität Genf als Autodidakt Vorlesungen in Geologie, Zoologie und Osteologie besuchen.
Zurück in Argentinien wählte er als Forschungsgebiete in der Pampa das Becken des Rio Paraná und die heutige Provinz Entre Ríos. Die Ergebnisse führten zu einer der ersten Publikationen von Roth.
Der Fund eines menschlichen Skeletts an gleicher Stelle wie der Glyptodonpanzer eines Riesensäugetieres, bekannt als Schädel von Fontezuelas (heute im Zoologischen Museum Kopenhagen), bewies die Gleichzeitigkeit von Menschen und Riesensäugetieren in der Pampasformation.
Roth suchte weitere Käufer für seine Sammlungen von Knochenfunden und kam deswegen 1887 mit der ganzen Familie in die Schweiz zurück. Bund und Kanton Zürich kauften ihm auf Empfehlung des Geologen Prof. Albert Heim, ETH Zürich, seine Kollektion Nr. 5 ab, welche heute im Zoologischen Museum der Universität Zürich aufbewahrt wird und ein Riesenfaultier (Megatherium) sowie ein Riesengürteltier (Glyptodon) umfasst. Eine Sonderausstellung im Jahr 2000 beinhaltete diese Sammlung von Roth.
Während dieses Schweizer-Aufenthaltes besuchte Roth nicht nur Vorlesungen, sondern begleitete Albert Heim auf hydrogeologischen Untersuchungen über unterirdische Wasserläufe in der Schweiz. Diese Erkenntnisse nutzte er später in seiner Wahlheimat Argentinien.
Nach ersten mühsamen Exkursionen nach Mittelpatagonien und in das Mündungsgebiet des Rio Negro um 1885 folgten 1891 weitere paläontologische Forschungsreisen zusammen mit Dr. Florentino Machon, einem weiteren Schweizer Emigranten, entlang der Flüsse Rio Negro, Limay (Nahuel Huapi-See) und Chubut.
Dr. Francisco Moreno (bekannt als Perito Moreno, nach ihm benannt der Perito-Moreno-Gletscher in Patagonien), erster Direktor des La-Plata-Museums in der damals neuen Hauptstadt La Plata der Provinz Buenos Aires, ernannte Roth 1895 zum Leiter der Paläontologischen Abteilung. Leiter einer anderen Abteilung desselben Museums war sein Freund Florentino Ameghino, mit welchem Roth wissenschaftliche Streitgespräche führte.
Als Delegierte der argentinischen Regierung wirkten Moreno und Roth 1897–1899 und nochmals 1902 bei der Grenzbereinigung zwischen Argentinien und Chile in den Anden mit. Im Auftrag des Staates und dessen Delegierten Moreno wählte Roth am Nahuel-Huapi-See einen Standort für eine neue Siedlung aus, beantragte beim Staat Argentinien im Namen von bereits in der Gegend ansässigen schweizerischen und deutschen Siedlern Landrechte und schuf damit die Grundlage für die spätere Stadt San Carlos de Bariloche. Mitglied der argentinischen Kommission zur Grenzbereinigung zwischen Argentinien und Chile unter der Leitung von Moreno war Emilio Frey, ein weiterer Argentinier schweizerischer Abstammung, welcher als Topograph und Kartenersteller mitwirkte. Im Gegensatz zu Moreno und Roth nahm Frey später Wohnsitz in Bariloche und wurde dort eine bedeutende Persönlichkeit.
Eine Publikation des Jahres 1903 war den ausgestorbenen Huftieren Notoungulatas gewidmet, welche nur in Südamerika vorkamen.
1905 wurde Roth zum Titularprofessor für Paläontologie an der Universität La Plata ernannt. Als Direktor des Geologisch-Topographischen Instituts der Provinz Buenos Aires organisierte er ab 1908 über 100 Bohrungen zur Trinkwasserbeschaffung über einen Zeitraum von 9 Jahren. Ab diesem Zeitpunkt waren seine Publikationen in Spanisch abgefasst. Er erwarb große Verdienste, als er im Regierungsauftrag in der regenarmen Gegend der Provinz Santiago del Estero bei den Orten Añatuya und Suncho Corral die Trinkwasserversorgung mittels Grundwasserbrunnen verbesserte.
Auf einer seiner Expeditionen in die Gegend von Salta erkrankte er an Malaria. Die weitere Arbeit wurde dadurch erschwert.
Die letzte beschwerliche Expedition nach Patagonien unternahm er 1921/1922. 1923 konnte er noch seine Goldene Hochzeit im Kreise seiner Familie mit 20 Enkeln feiern.

## Ehrungen
- Ehrendoktor der Universität Zürich, 1900
- Mitglied des International Committee of Geological Correlation, New York, einem Gremium mit nur acht Gelehrten